# Eses
Eses – dźwięk, którego częstotliwość dla eses¹ wynosi około 293,7 Hz. Jest to obniżony za pomocą podwójnego bemola dźwięk e. Enharmonicznie dźwięki o tej samej wysokości to: cisis i d.